# Zweihonnschaften
Zweihonnschaften war von 1875 bis 1903 eine Gemeinde im damaligen Landkreis Essen in der preußischen Rheinprovinz. Das frühere Gemeindegebiet gehört heute zur Stadt Essen in Nordrhein-Westfalen.

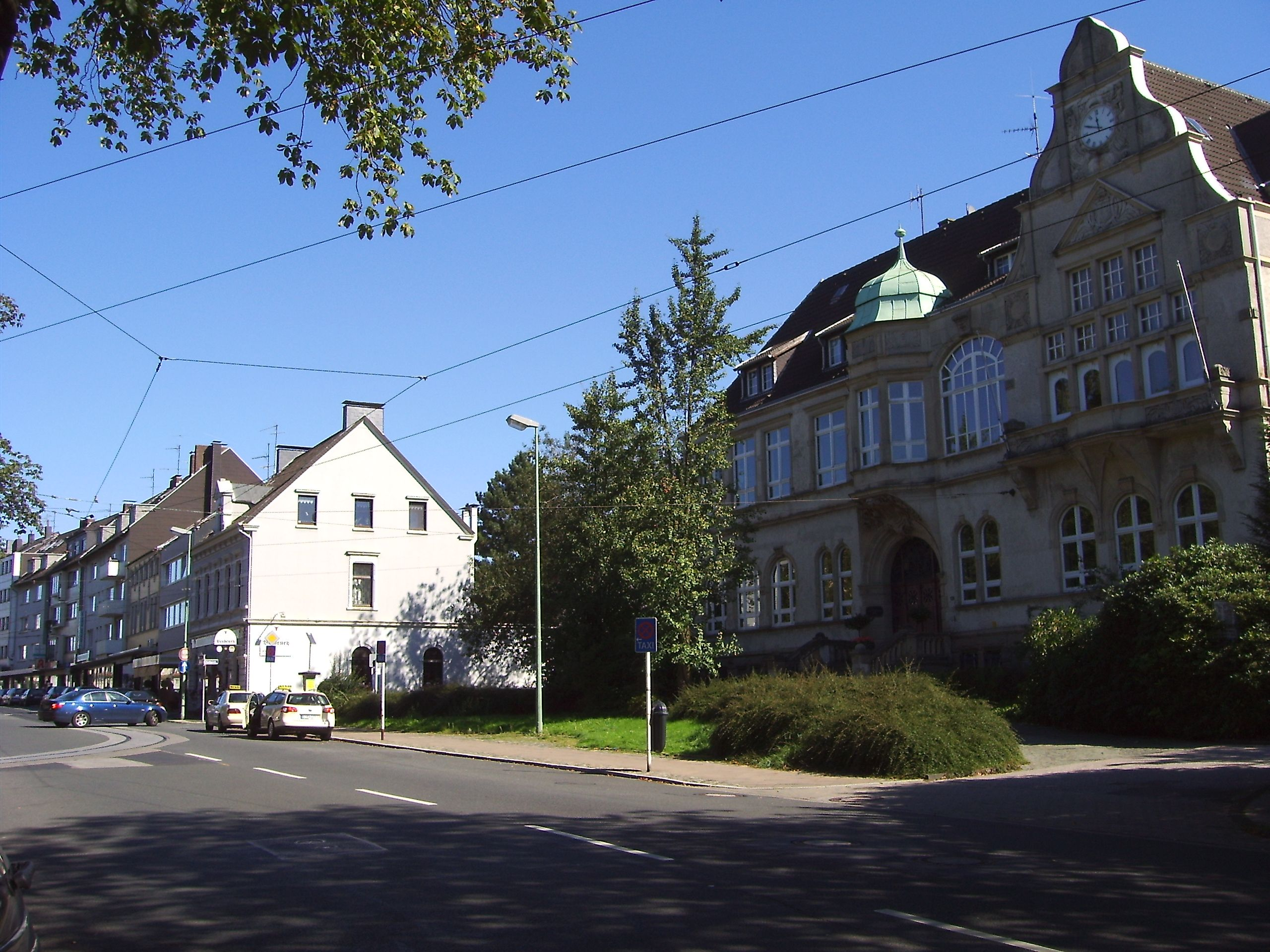
Das ehemalige Rathaus von Zweihonnschaften (ab 1903 von Bredeney)

## Geographie
Die Gemeinde Zweihonnschaften bestand aus den zwei damaligen Honnschaften Bredeney und Schuir, wobei zu Bredeney auch noch die Ortschaft Baldeney gehörte. Die Gemeinde umfasste 1885 eine Fläche von 17,6 km².

## Geschichte
In den Bürgermeistereien Kettwig-Stadt und Kettwig-Land des Landkreises Essen wurde im März 1875 eine Gebietsreform durchgeführt:
- Die aus den Honnschaften Bredeney, Ickten, Roßkothen und Schuir bestehende Gemeinde Vierhonnschaften sowie die Gemeinde Umstand wurden aufgelöst.
- Aus Bredeney und Schuir wurde die neue Gemeinde Zweihonnschaften gebildet, die der Bürgermeisterei Kettwig-Land zugeordnet wurde.

Am 1. September 1902 wurde die Gemeinde Zweihonnschaften aus der Bürgermeisterei Kettwig-Land herausgelöst und zu einer eigenen Bürgermeisterei erhoben. Im Februar 1903 wurden sowohl die Gemeinde als auch die Bürgermeisterei Zweihonnschaften in Bredeney umbenannt. Die Gemeinde Bredeney wurde am 1. April 1915 aufgelöst. Der Gemeindeteil Unterbredeney kam zur damaligen Stadt Werden und der restliche Teil der Gemeinde zur Stadt Essen. Die ehemaligen Gemeindeteile gehören heute zu den Essener Stadtteilen Bredeney, Schuir und Werden.

## Einwohnerentwicklung
| Jahr | Einwohner | Quelle |
| ---- | --------- | ------ |
| 1885 | 3226      | [ 1 ]  |
| 1910 | 8449      | [ 6 ]  |